# Pseudovanilla
Pseudovanilla är ett släkte av orkidéer. Pseudovanilla ingår i familjen orkidéer.
Kladogram enligt Catalogue of Life:
| Pseudovanilla | \| \| Pseudovanilla affinis \| \| \| \| \| \| Pseudovanilla anomala \| \| \| \| \| \| Pseudovanilla foliata \| \| \| \| \| \| Pseudovanilla gracilis \| \| \| \| \| \| Pseudovanilla philippinensis \| \| \| \| \| \| Pseudovanilla ponapensis \| \| \| \| \| \| Pseudovanilla ternatensis \| \| \| \| \| \| Pseudovanilla vanilloides \| \| \| \| |
|               | \| \| Pseudovanilla affinis \| \| \| \| \| \| Pseudovanilla anomala \| \| \| \| \| \| Pseudovanilla foliata \| \| \| \| \| \| Pseudovanilla gracilis \| \| \| \| \| \| Pseudovanilla philippinensis \| \| \| \| \| \| Pseudovanilla ponapensis \| \| \| \| \| \| Pseudovanilla ternatensis \| \| \| \| \| \| Pseudovanilla vanilloides \| \| \| \| |
|               | Pseudovanilla affinis |
|               | |
|               | Pseudovanilla anomala |
|               | |
|               | Pseudovanilla foliata |
|               | |
|               | Pseudovanilla gracilis |
|               | |
|               | Pseudovanilla philippinensis |
|               | |
|               | Pseudovanilla ponapensis |
|               | |
|               | Pseudovanilla ternatensis |
|               | |
|               | Pseudovanilla vanilloides |
|               | |

## Bildgalleri

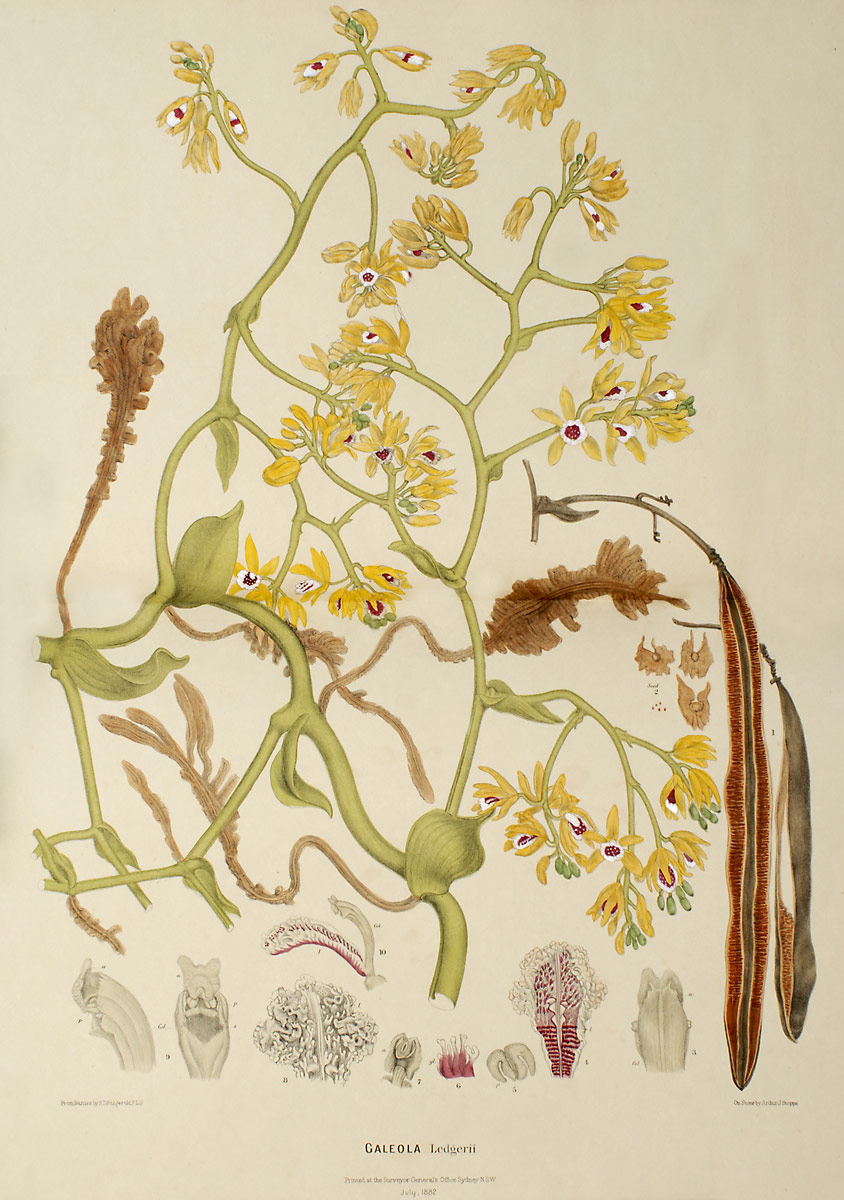
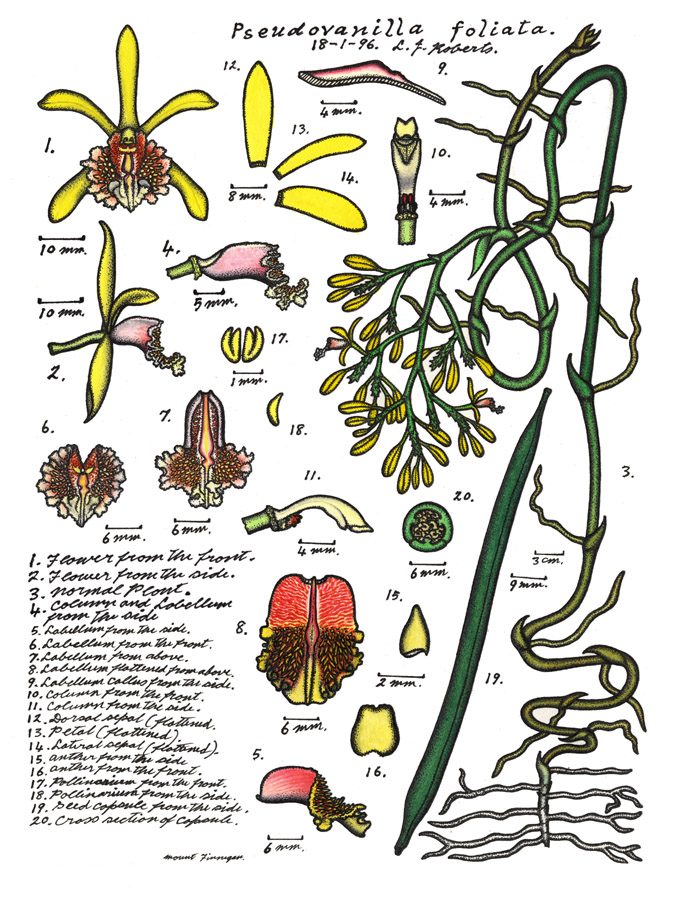